# Волинський громадський комітет допомоги голодуючим на Україні
Воли́нський грома́дський коміте́т допомо́ги голоду́ючим на Україні — українське допомогове координаційне об'єднання підпольської Волині, що постало у вересні 1933 року як реакція на зорганізований радянською владою Голодомор 1932—1933 років.

## Загальні збори
Кістяк президії загальних зборів склали члени проурядового Волинського українського об'єднання, УНРівські еміґранти: член ВУО, сенатор Микола Маслов (голова), професор Сергій Тимошенко (заступник), з 1937 до 1939 року керівник ВУО, член правління воєводської ради ВУО, посол до польського сейму, інженер Іван Власовський (заступник), колишній генерал-хорунжий армії УНР, член ВУО Олекса Алмазов (скарбник), член Головної управи ВУО, з 1936 року головний редактор пресового органу партії — газети «Волинське слово» Олександр Ковалевський (секретар). Активну участь у роботі зборів узяли голова окружної управи ВУО на Ковельщині Михайло Тележинський, керівник ВУО на Рівненщині Степан Скрипник, посол від Безпартійного блоку співпраці з урядом Євген Богуславський, члени головної управи ВУО Василь Серафимович і Микита Бура та інші.